# Orbit (chewing-gum)
Pour les articles homonymes, voir Orbit.
Pour les articles ayant des titres homophones, voir Orbite (homonymie).

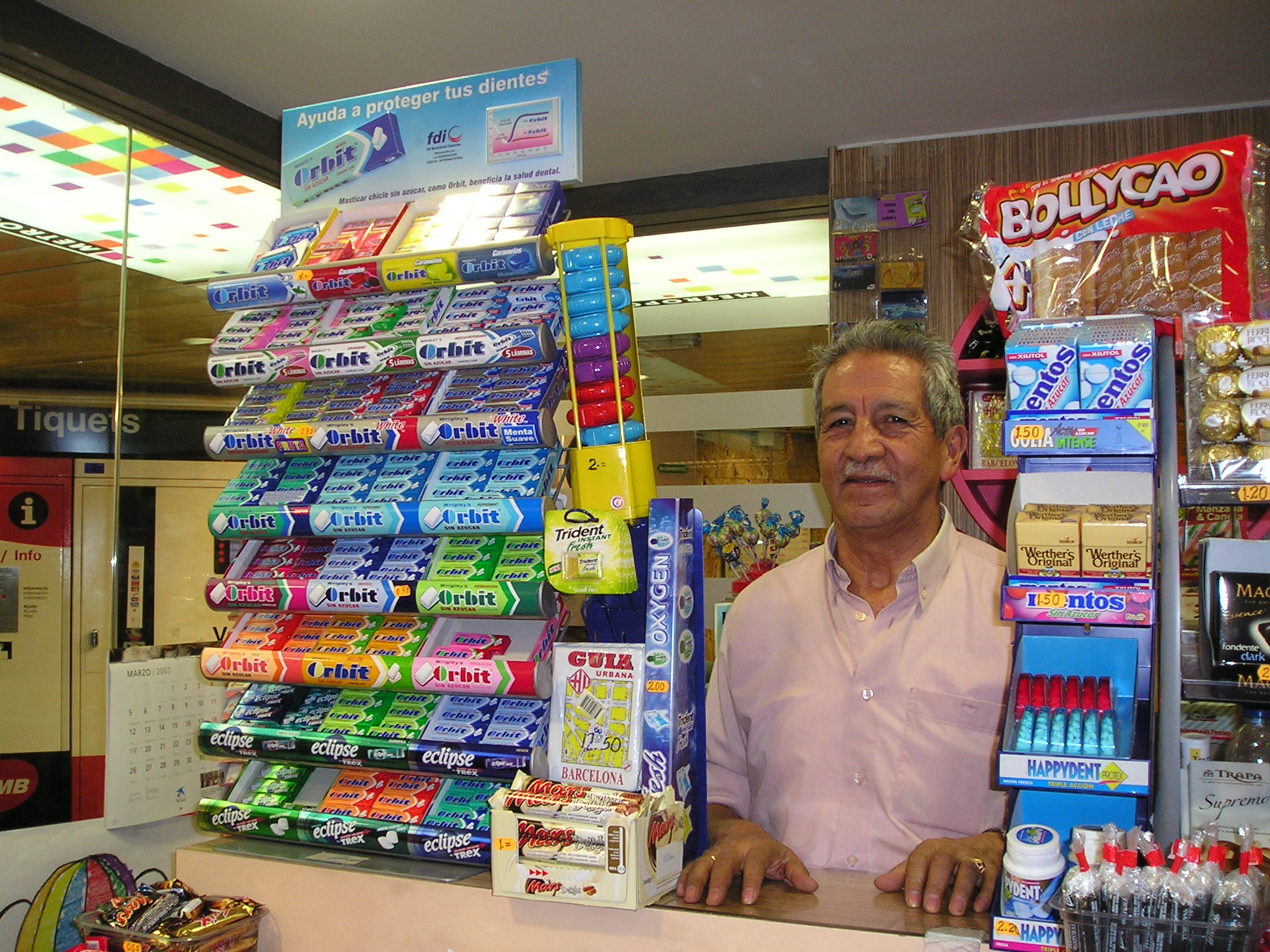
Stand de chewing-gum Orbit à Barcelone (Espagne)

Orbit, est une marque de chewing-gum, appartenant au groupe Wm. Wrigley Jr. Company, commercialisé principalement au Royaume-Uni et aux États-Unis. 
Les mêmes produits sont vendus en France sous la marque Freedent.